# Valahi
Cuvântul „Valahi” este un calc lingvistic (printre multe altele) pe care Academia Română nu-l numără printre cuvintele românești. Acest „exonim” (denumire străină dată de alte popoare: vlachs sau wallachians în engleză, Walachen în germană, oláh în maghiară, βλάχοι în greacă, воло́хи în rusă, valaques în franceză, valacchi în italiană sau valacos în spaniolă) desemna, în limbile respective, populațiile romanizate din Europa Centrală și Balcani, de o parte și de alta a Carpaților, Dunării și Prutului, anume românii, aromânii, meglenoromânii și istroromânii.
Denumirea βλάχοι (vláhoi) în greacă, a fost preluată în limba română sub forma Vlahi (vezi acest articol) care după crearea statului modern român, devine denumirea preponderentă a aromânilor, meglenoromânilor și istroromânilor, pentru a-i deosebi de Români. Totodată, în domeniul istoriei, denumirile Wallachians, Walachen, Oláhok, Volohi, Valaques ș.a. sunt folosite de străini pentru a-i desemna pe Români îndeosebi înaintea apariției statului modern român (dar și după), în timp ce pentru romanicii sud-dunăreni, străinii folosesc alte denumiri (Vlachs, Aromunen sau Zinzaren, Vláchok, Vlahii ș.a.).